# برلمان أوسيتيا الجنوبية
برلمان أوسيتيا الجنوبية هو هيئة تشريعية تتكون من غرفة واحدة في أوسيتيا الجنوبية محدودة الإعتراف. تم إنتخاب أعضاء المجلس عبر نظام التمثيل النسبي للقائمة الحزبية.

أوسيتيا الجنوبية ذات نظام متعدد الأحزاب، و الآن يوجد ثلاثة أحزاب ممثلة في البرلمان، البرلمان يقوده (أو يرأسه) خطيب ينتخب من قبل الأعضاء. الخطيب الحالي هو أناتولي بيبيلوف منذ 23 يونيو 2014، نائب عن حزب الوحدة.

برلمان أوسيتيا الجنوبية موجود في العاصمة تسخينفالي. مبنى البرلمان الذي بني سنة 1937، تضرر بشدة بسبب حرب أوسيتيا الجنوبية 2008.

## الإنتخابات الأخيرة
نتائج الانتخابات الأخيرة والتي أقيمت في 8 يونيو 2014 هي:
| الأحزاب | الأحزاب                      | الزعيم أو الرئيس        | الأصوات | % من الأصوات الصحيحة | المقاعد |
| --- | ---------------------------- | ----------------------- | ------- | -------------------- | ------- |
| | أوسيتيا المتحدة              | أناتولي بيبيلوف         | 083 9   | 44.84%               | 20      |
| | الحزب الاشتراكي "وحدة الشعب" | فلاديمير كيليخساييف     | 790 2   | 13.77%               | 6       |
| | حزب الشعب أوسيتيا الجنوبية   | ألكسندر بليف            | 915 1   | 9.45%                | 4       |
| | نيخاز                        | رسلان غاغلوييف          | 574 1   | 7.77%                | 4       |
| | أوسيتيا جديدة                | دافيد ساناكوييف         | 267 1   | 6.26%                | 0       |
| | حزب الوحدة                   | زوراب كوكاييف           | 219 1   | 6.02%                | 0       |
| | الحزب الشيوعي                | ستانيسلاف كوشيف         | 890     | 4.39%                | 0       |
| | الوطن                        | دومبي غاسييف            | 802     | 3.96%                | 0       |
| | الحزب الاشتراكي "الوطن"      | فياشيسلاف غوبوزوف       | 658     | 3.25%                | 0       |
| الأوراق البيضاء | الأوراق البيضاء              | الأوراق البيضاء         | 57      | 0.28%                |         |
| الأوراق التالفة | الأوراق التالفة              | الأوراق التالفة         | 874     |                      |         |
| الإجمالي | الإجمالي                     | الإجمالي                | 129 21  | 100%                 | 34      |
| الإقبال | الإقبال                      | الإقبال                 | 60.14%  |                      |         |
| عدد من يحق لهم الانتخاب                                                                                               | عدد من يحق لهم الانتخاب      | عدد من يحق لهم الانتخاب | 133 35  |                      |         |
| المصدر: المفوضية العليا للانتخابات لأوسيتيا الجنوبية - كوكازيان نوت نسخة محفوظة 29 نوفمبر 2014 على موقع واي باك مشين. |                              |                         |         |                      |         |

## قائمة خطباء البرلمان (رؤساء البرلمان)
- تورز كولومبغوف (10 أكتوبر 1990 - 4 مايو 1991)
- زنور غاسييف (4 مايو 1991 - 9 سبتمبر 1992)
- تورز كولومبغوف (9 سبتمبر 1992 - 17 سبتمبر 1993)
- ليودفيغ تشيبيروف (17 سبتمبر 1993 - 27 نوفمبر 1996)
- كوستا جيورجيفش دزوغاييف (1996 - 1999) [2]
- ستانيسلاف كوشييف (1999 - 2004)
- زنور غاسييف (2004 - 9 يونيو 2009) (ولاية ثانية)
- ستانيسلاف كوشييف (9 يونيو 2009 - 5 أكتوبر 2011) (ولاية ثانية)
- زوراب كوكوييف (5 أكتوبر 2011 - 2 يوليو 2012)
- ستانيسلاف كوشييف (2 يوليو 2012 - 23 يونيو 2013) (ولاية ثالثة)
- أناتولي بيبيلوف (23 يونيو 2014 - الآن)